# 夫婦岩

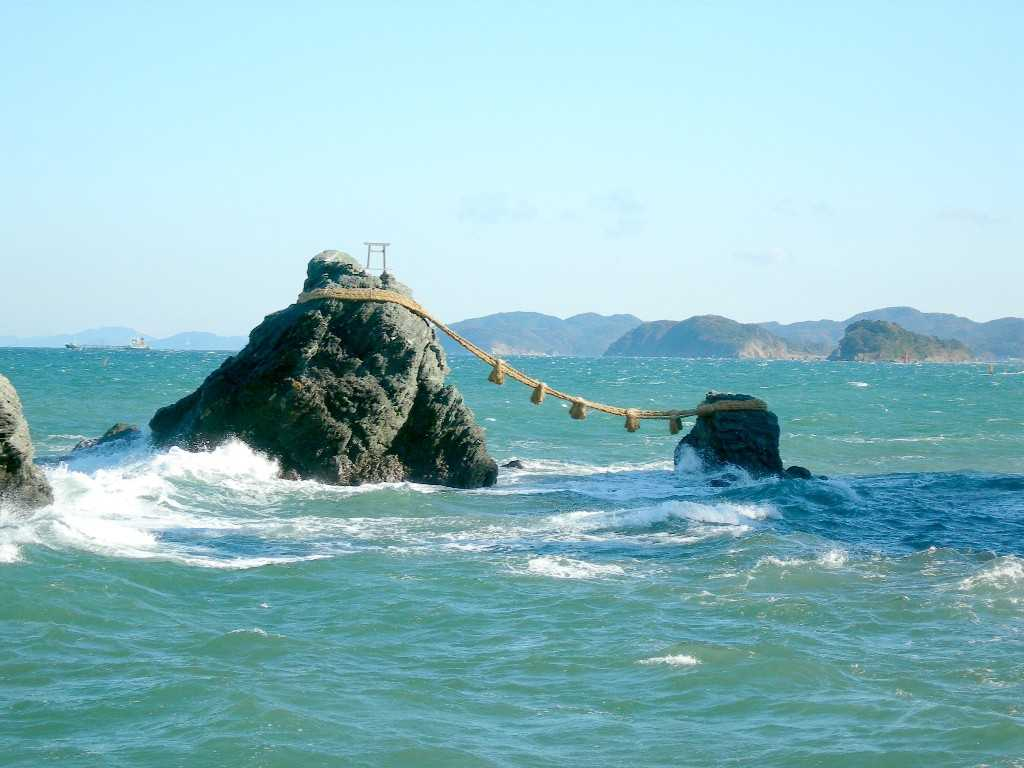
三重縣伊勢市二見町的夫婦岩

夫婦岩（或夫婦石）為日本各地一種奇岩的名称。指兩塊緊鄰似夫婦的岩石。以三重縣伊勢市二見町的二見興玉神社中的夫婦岩最為著名。

## 關連項目
- 二見浦
- 二見興玉神社